# Antoni Kiszewski
Antoni Kiszewski (ur. 10 czerwca 1810 w Pile, zm. ok. 1887) – polski pedagog, autor podręczników do nauki języka polskiego, propagator jedwabnictwa. Autor między innymi;
Nauka polskiego czytania i pisania na kl. I (1845), 
Czterdzieści tablic ściennych do pisania i czytania dla szkół elementarnych polskich (1846), 
Nauka o świecie – podręcznik do nauki języka polskiego na kl. II (1847), 
Czytelnia, czyli zbiór rozmaitych powieści, podań, klecht, legend, opisów geograficznych, wspomnień historycznych, zadań i myśli, fraszek i dowcipów itp. ku nauce, zbudowaniu i rozrywce (1866), 
Wzory poezji polskiej (1876).
Wykładał między innymi w Seminarium Nauczycielskim w Paradyżu (obecnie Gościkowo).
Członek Towarzystwa Jedwabniczego w Wielkim Księstwie Poznańskim.